# Puig de l'Ofre
El Puig de Lofra, habitualment escrit Puig de l'Ofre (vegeu la secció sobre el nom) és un puig de Mallorca que té una altura de 1091 m i pertany al terme d'Escorca. És una de les muntanyes amb més renom de l'illa per la seva característica forma cònica, amb el cim rocós i la falda boscosa, i per l'emblemàtica vista de la Vall de Sóller sobre el puig, que es veu entre el barranc de Biniaraix.

## Nom
Rep aquest nom a causa de la seva proximitat a la possessió de Lofra, que té les cases a la vall que es troba al peu de la muntanya.
Tant la possessió com el puig són coneguts habitualment amb la grafia l'Ofre, que és la forma més usada històricament. No obstant això, la grafia més adient, seguint els criteris de l'ortografia del català, és Lofra, atès que prové de l'àrab al-hufra (àrab: حُفْرَة, 'el clot', 'la vall'), en referència a la vall per on s'estén la possessió. El Nomenclàtor Toponímic de les Illes Balears (NOTIB), projecte de la Universitat de les Illes Balears (segons l'Estatut d'Autonomia, és la institució oficial en matèria lingüística a la Comunitat Autònoma) i vinculat a la Secció Filològica de l'Institut d'Estudis Catalans, publicat el 2017, recull solament la forma Lofra, i el Nomenclàtor Geogràfic complet de les Illes Balears, publicat pel Servei d'Informació Territorial de les Illes Balears (SITIBSA), presentat el 2021 i basat en el NOTIB, insisteix en aquesta ortografia.

## Principals accessos
El puig de Lofra s'ascendeix passant pel Coll dels Cards, que el separa del Puig de na Franquesa. Per arribar al Coll dels Cards hi ha dues rutes principals:
- Pel Coll de Lofra:
  - De Biniaraix, pel Barranc de Biniaraix i les cases de Lofra
  - De Fornalutx, per la Font de na Martorella i el Portell de Sa Costa
  - De Biniaraix, pel Verger
  - De l'embassament de Cúber
- Pel Coll d'en Poma:
  - D'Orient, pel Pas de na Maria
  - Del Coll de Sóller, passant per la Serra d'Alfàbia

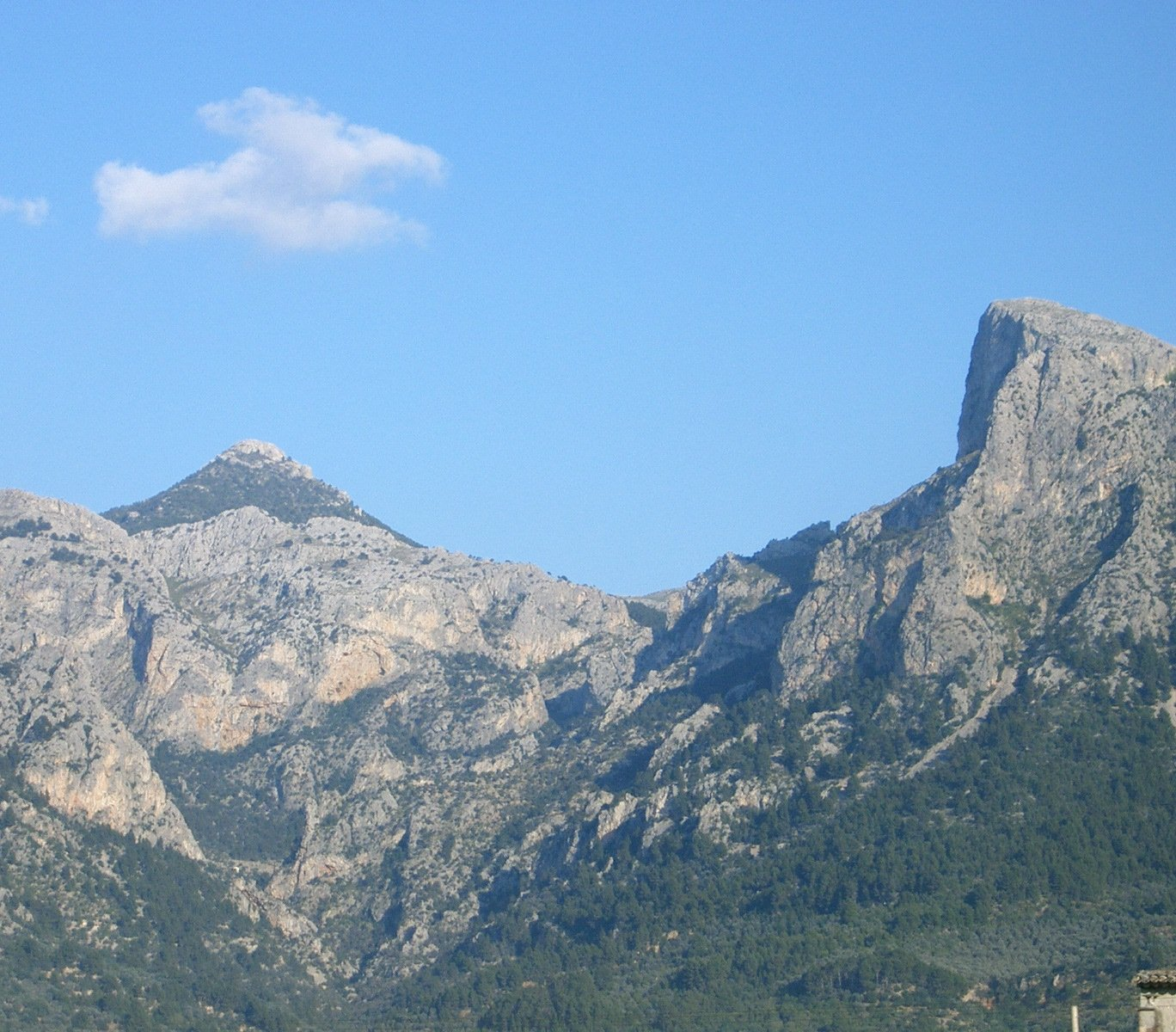
El puig de l'Ofre (a l'esquerra) i els Cornadors (a la dreta), vists de la Vall de Sóller

  - De Sóller, per l'Arrom